# Powódź w Gdańsku (2001)
Powódź w Gdańsku 2001 roku (również: powódź stulecia) – powódź z czterema ofiarami śmiertelnymi w Gdańsku, która miała miejsce 9 lipca 2001 roku, epizod lipcowych powodzi w Polsce tego roku.

## Geneza
W lipcu 2001 r. w Dorzeczu Wisły miała miejsce seria powodzi, spowodowanych anomaliami pogodowymi w postaci deszczy nawalnych. Dzienna suma opadów niejednokrotnie przewyższała miesięczną sumę opadów lipca. Powodowało to poważne uszkodzenia urządzeń hydrotechnicznych (tzw. powódź błyskawiczna).
Gdańsk leży na styku kilku mezoregionów geograficznych. Zachodnia część miasta (tzw. Górny Taras) położona jest na wyżynnym Pojezierzu Kaszubskim, a pozostała część miasta (tzw. Dolny Taras) na nizinach – nadmorskim Pobrzeżu Kaszubskim oraz na Żuławach Wiślanych, gdzie występuje depresja. Najwyższy punkt Gdańska położony jest 180 m n.p.m., a najniższy 1,6 m pod poziomem morza, przy czym istotna część miasta leżąca na Żuławach znajduje się na wysokości w okolicach 0 m n.p.m.
9 lipca 2001 r. w poniedziałek, około godziny 15:00 rozpoczęły się w Gdańsku opady deszczu nawalnego. W ciągu dwóch godzin spadło 90 mm deszczu na metr kwadratowy (90 litrów), podczas gdy średnia miesięczna suma opadów lipca w Gdańsku wynosiła 75 mm/m2. Łącznie tego dnia spadło 128 litrów deszczu na metr kwadratowy. Opady doprowadziły do wylania strugi Strzyża z koryta oraz Kanału Raduni na skutek awarii urządzeń hydrotechnicznych – przerwania wału w kilku miejscach. Zniszczenia dopełniła woda spływająca ulicami z części miasta położonej na wzgórzach.
Jako jedną z pośrednich przyczyn powodzi podawany bywa intensywny rozwój budownictwa na Górnym Tarasie miasta, postępujący od lat 80. XX wieku, a w związku z tym zmniejszenie lokalnej retencji wód opadowych. Władze miasta nie zgadzają się z tym twierdzeniem, wskazując przede wszystkim na ekstremalny charakter zaistniałych zjawisk pogodowych.

## Przebieg powodzi

### Orunia-Św. Wojciech-Lipce
Przez położoną na południu miasta dzielnicę Orunia-Św. Wojciech-Lipce przebiega południkowo Kanał Raduni – zabytek hydrotechniczny z XIV wieku, pod postacią sztucznego przekopu rzeki Raduni, prowadzący z Pruszcza Gdańskiego do Motławy na Starym Mieście. Kanał biegnie na granicy mezoregionów Pojezierza Kaszubskiego i Żuław Wiślanych. Zbiera wody pochodzące z zachodnich, wyżej położonych części miasta (np. Potok Oruński). Od wschodniej, nizinnej strony, Kanał otoczony jest szerokim wałem przeciwpowodziowym.
Maksymalna przepustowość Kanału Raduni była wówczas oceniana na 25 m³/sek. Na skutek wystąpienia deszczu nawalnego, a co za tym idzie ponadnormatywnego zasilenia Kanału wodami spływającymi z górnej części miasta, przepływ wody w Kanale Raduni był pięć razy większy niż przepustowość Kanału i wyniósł 125m3/sek. Poskutkowało to przerwaniem wału przeciwpowodziowego w pięciu miejscach:
- rejon ul. Małomiejskiej i ul. Serbskiej
- rejon ul. Gościnnej
- rejon ul. Niegowskiej
- Trakt św. Wojciecha 417
- Trakt Św. Wojciecha 450

Ponadto wylał położony powyżej Kanału Raduni górny staw w Parku Oruńskim, przerywając zaporę. Na południe od Świętego Wojciecha, przy granicy z Pruszczem Gdańskim, celowo przerwano wał Kanału, dla zrzutu wody do płynącej w tym miejscu równolegle rzeki Raduni. Pod wodą znalazła się większość dzielnicy po wschodniej stronie Kanału Raduni (dla porównania, dzielnica w 2010 r. liczyła 16 tys. mieszkańców). Miejscami woda sięgała nawet do pierwszego piętra. Zalaniu uległa także rolnicza część dzielnicy – Niegowo.

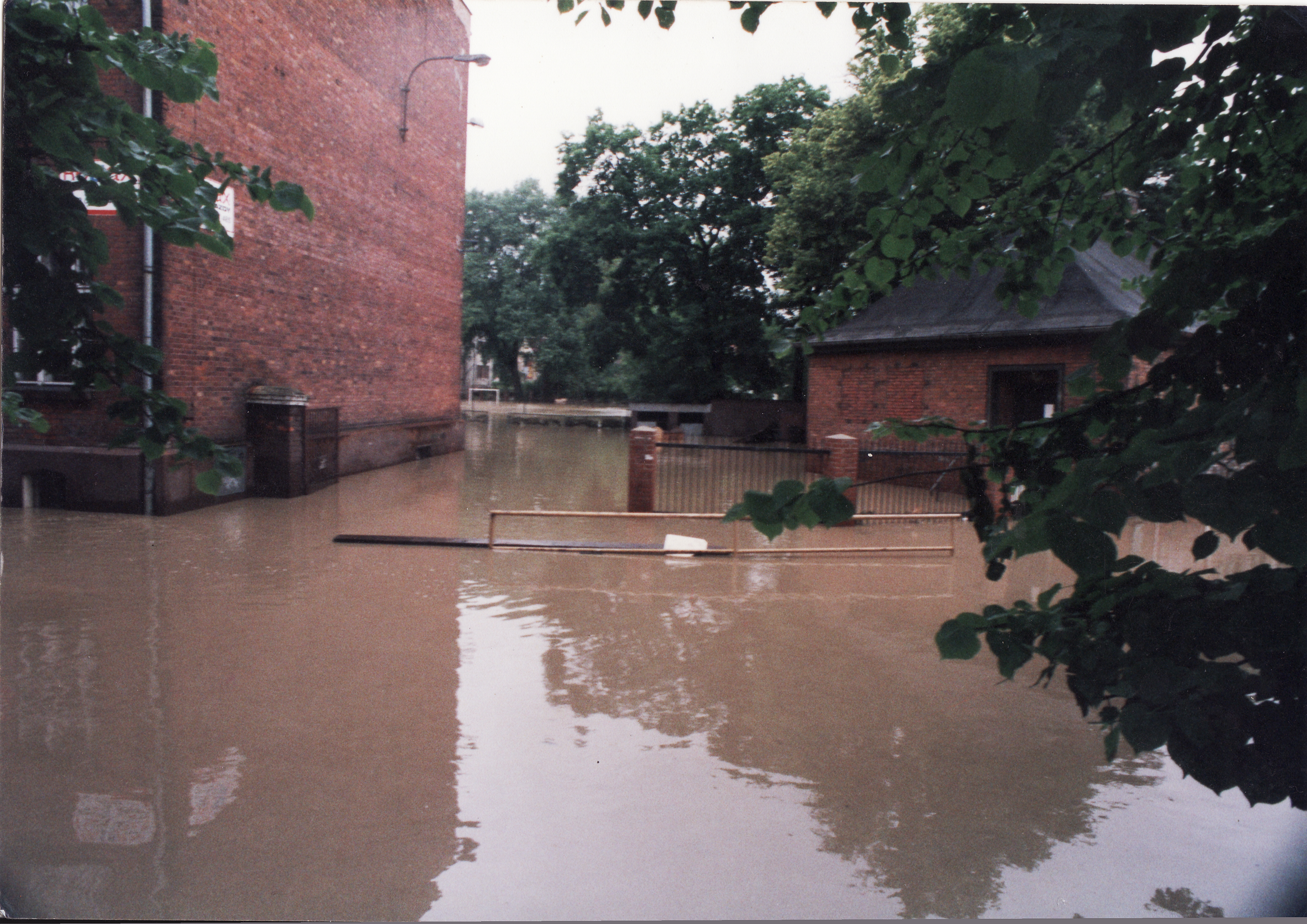
Zalana ul. Gościnna, gimnazjum nr 10
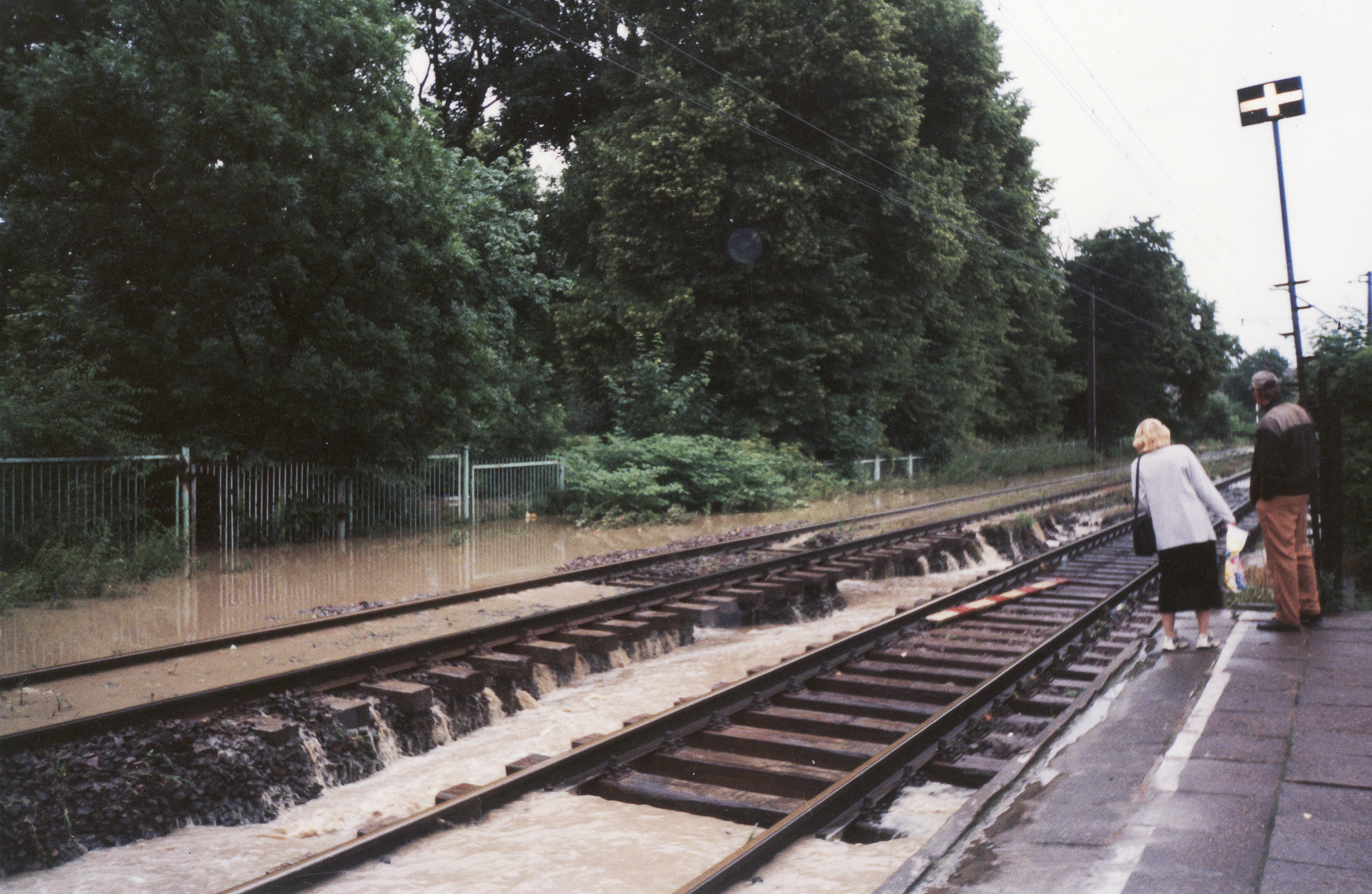
Woda na przystanku osobowym Gdańsk Orunia
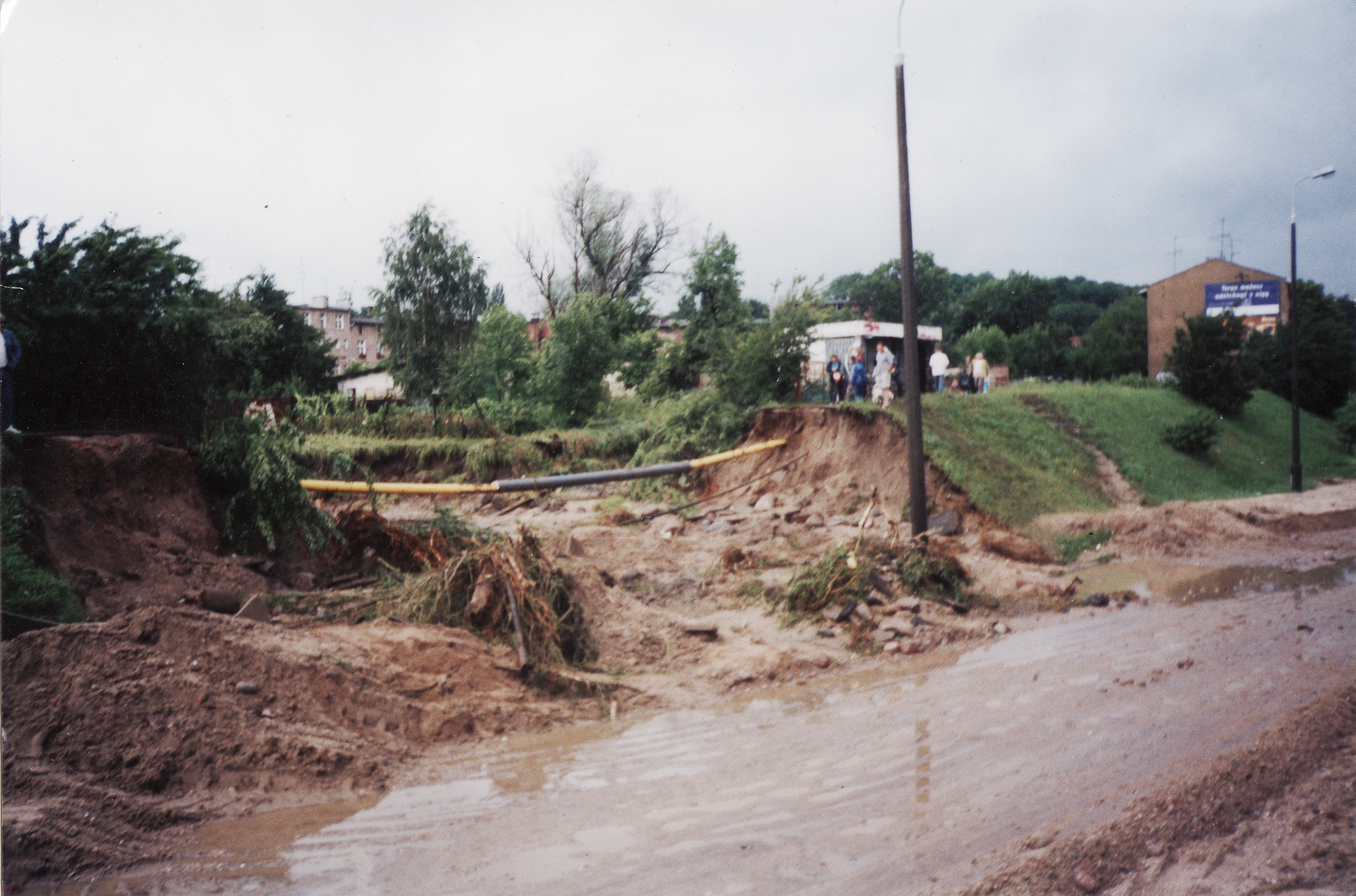
Przerwany wał Kanału Raduni w okolicach ul. Serbskiej
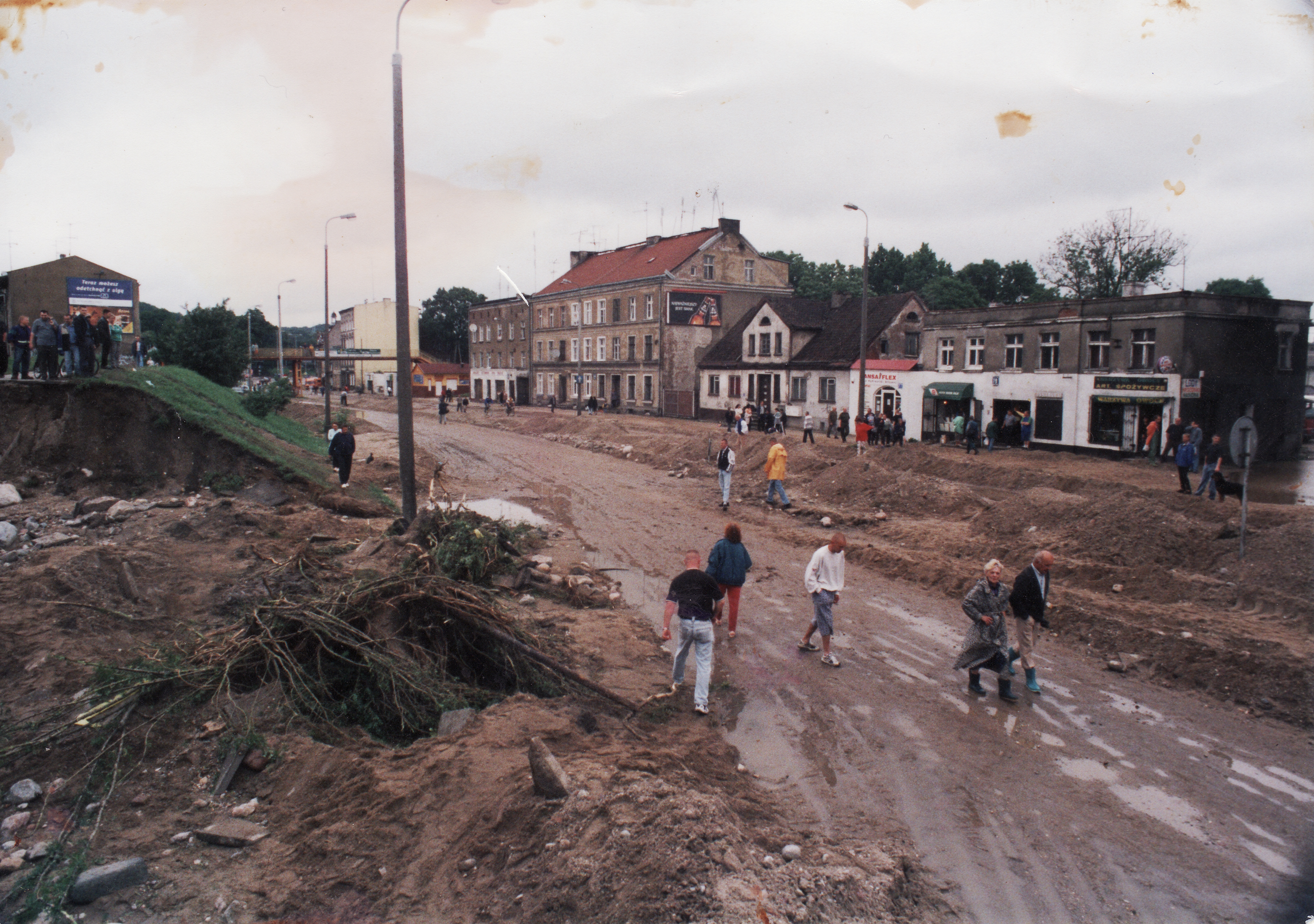
Widok z przerwanego wału na Trakt św. Wojciecha
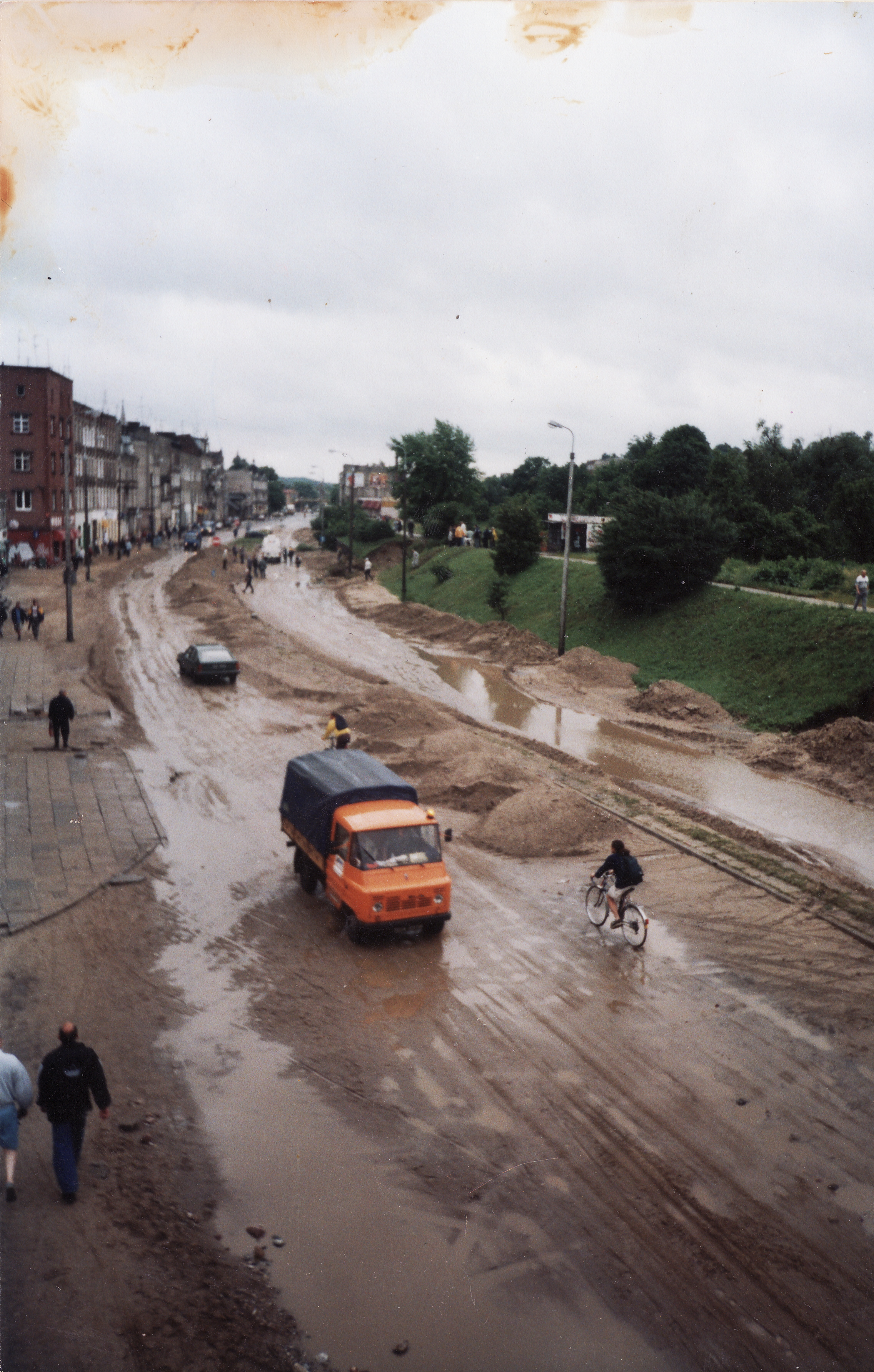
Trakt św. Wojciecha

### Śródmieście
Woda spływająca m.in. ul. Kartuską i Nowe Ogrody zalała dworzec Gdańsk Główny, urząd miejski oraz urząd wojewódzki.

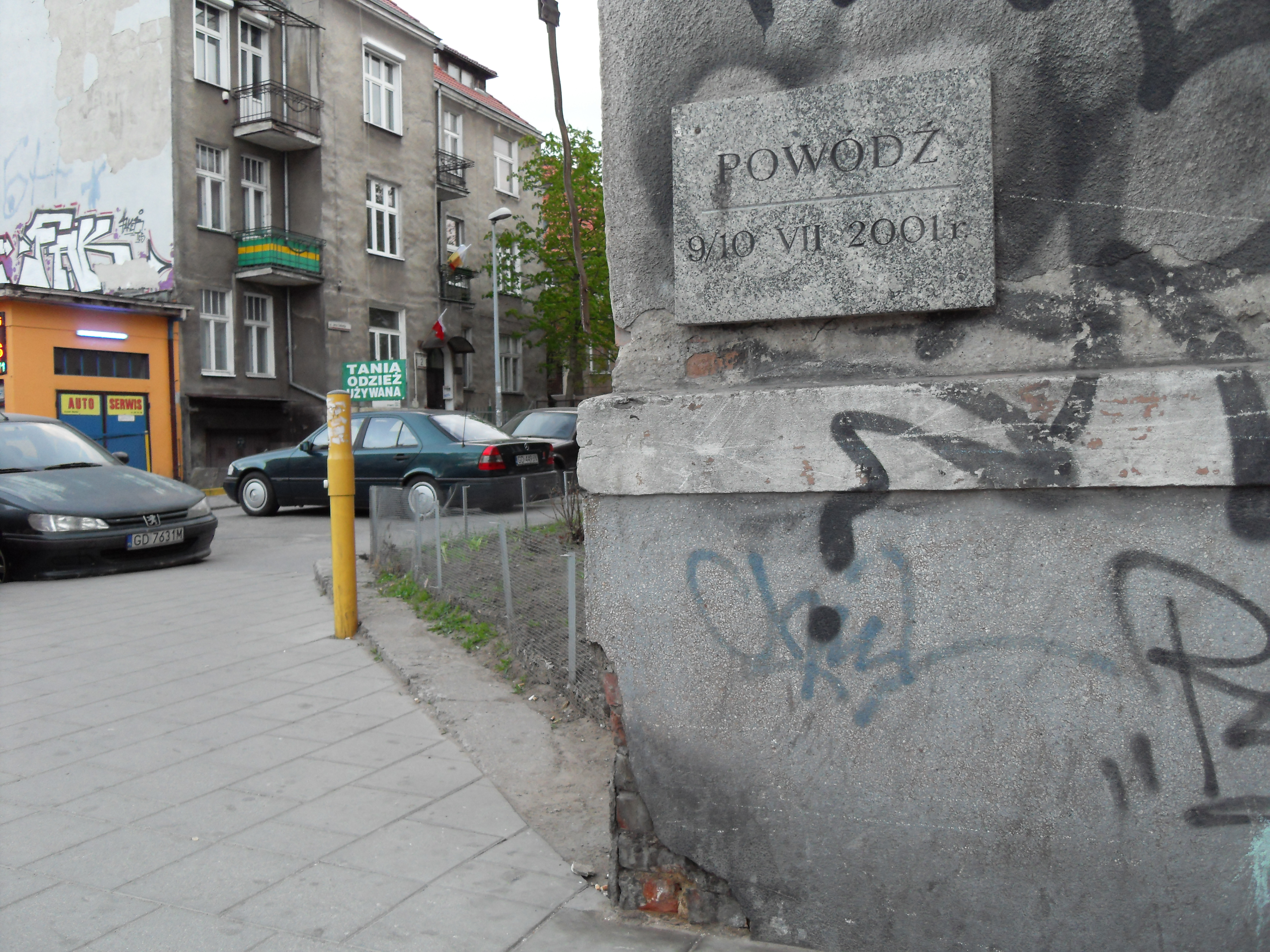
Znak wysokiej wody przy al. Grunwaldzkiej we Wrzeszczu

### Wrzeszcz
Przez Wrzeszcz przepływa struga Strzyża, mająca swoje źródła na wzgórzach ponad Trójmiejskim Parkiem Krajobrazowym. Uchodzi do Martwej Wisły. Strzyża na skutek opadów wystąpiła z brzegów. Ponadto nastąpiło przerwanie wału zbiornika retencyjnego Srebrzysko. Pod wodą znalazła się część dzielnicy wzdłuż ul. Słowackiego, na odcinku od ul. Potokowej do al. Grunwaldzkiej.

## Skutki

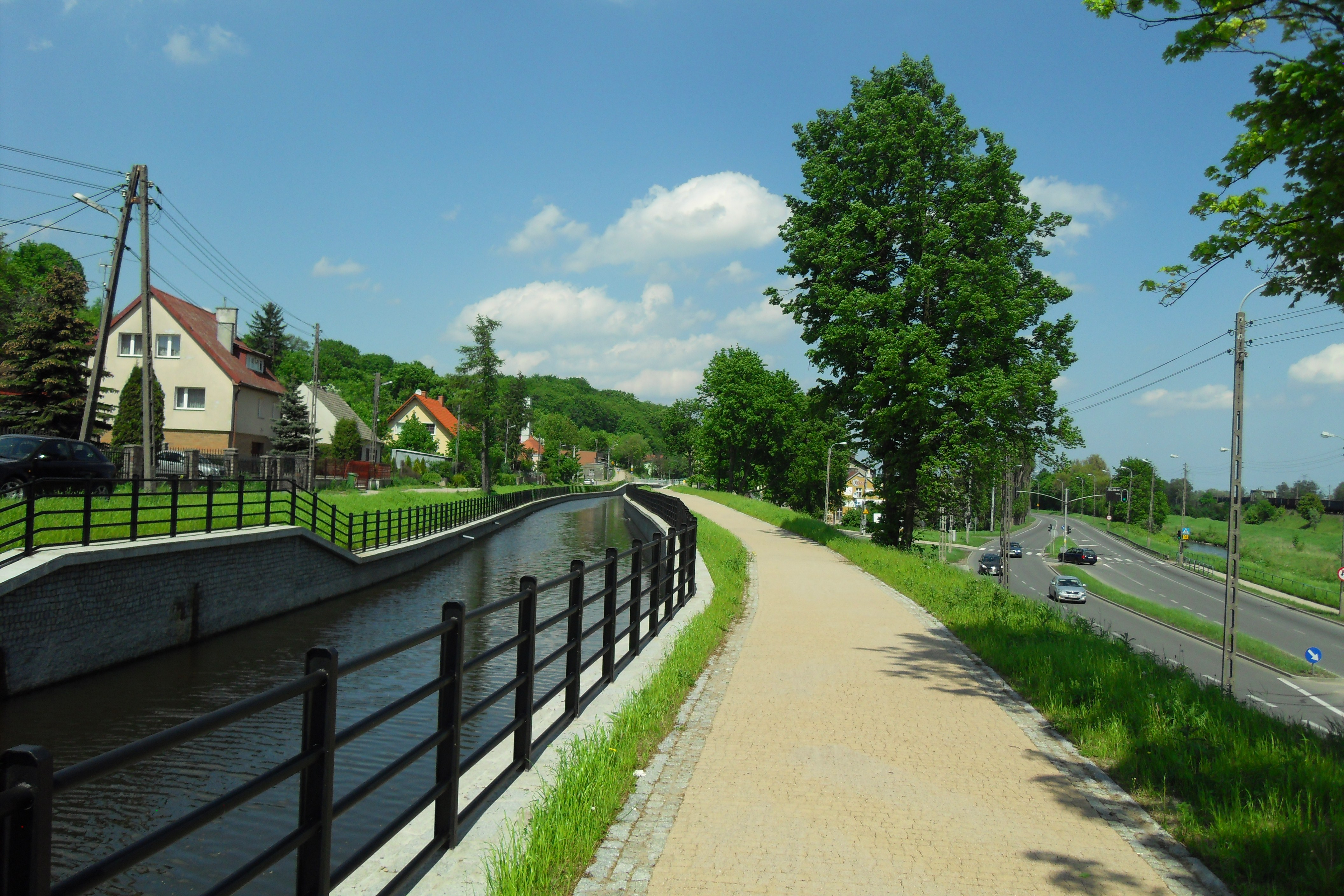
Zrewitalizowany Kanał Raduni w Świętym Wojciechu

W wyniku powodzi zmarły 4 osoby. Na miejscu pojawił się premier Jerzy Buzek. Biegnąca wzdłuż Kanału Raduni ulica Trakt św. Wojciecha, będąca wówczas fragmentem drogi krajowej nr 1 pozostawała nieprzejezdna przez 18 dni. Podmyta została linia kolejowa Warszawa-Gdańsk, co poskutkowało wstrzymaniem ruchu pociągów na kilka dni. Straty materialne (bez majątku prywatnego) zostały oszacowane na 200 milionów złotych. Ewakuowano 2000 osób, 1200 lokali mieszkalnych wymagało remontu, a 600 odbudowy. Wiele historycznych budynków zostało rozebranych. Z powodu zniszczeń rozebrano 134 budynki. Na usuwanie skutków powodzi w sferze mieszkalnictwa wydano 41 milionów zł w latach 2001-2005. 
Wydarzenia zapoczątkowały szereg inwestycji w infrastrukturę przeciwpowodziową na terenie Gdańska. Zbudowano kilkadziesiąt zbiorników retencyjnych na ciekach wodnych płynących z Górnego Tarasu miasta oraz kilkanaście przepompowni kanalizacji deszczowej. Zacieranie śladów powodzi w Parku Oruńskim trwało do 2009 roku. W ciągu dekady od powodzi, miasto Gdańsk wydało na zabezpieczenia przeciwpowodziowe 150 mln zł. W latach 2011–2014, kosztem 133 mln zł zrewitalizowano Kanał Raduni. W ramach tej inwestycji m.in. umieszczono ściankę Larsena wewnątrz wału przeciwpowodziowego.